# بازگیر (بدخشان)
بازگیر (به لاتین: Bazgir) یک منطقهٔ مسکونی در افغانستان است که در ولایت بدخشان واقع شده‌است. بازگیر ۲٬۷۷۰٫۶۷ متر بالاتر از سطح دریا واقع شده‌است.